# لعبة مستقلة

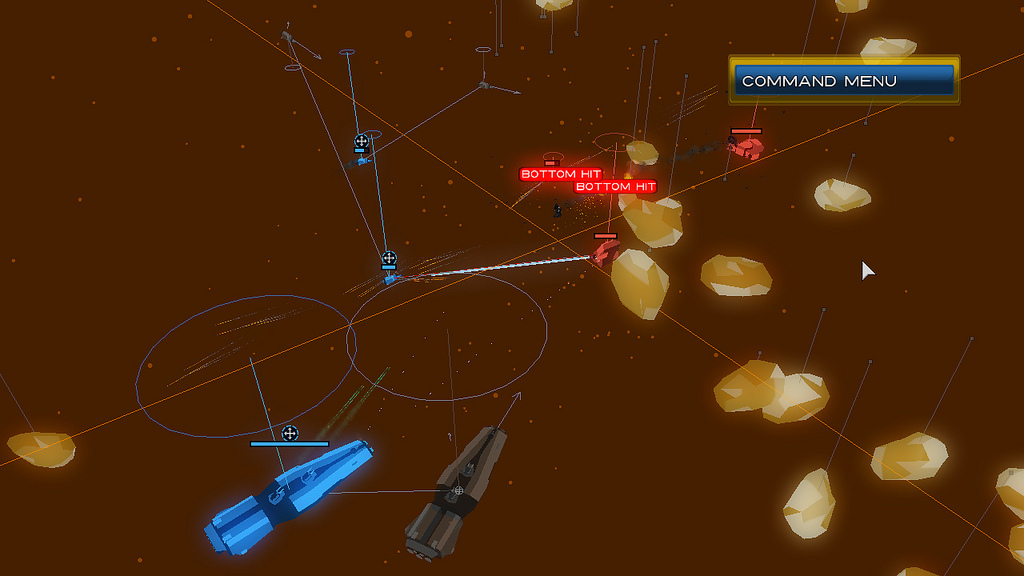

 ألعاب فيديو مستقلة (بالإنجليزية: Independent video games)‏ في العادة تسمى «إندي جيمز» (indie games) هي ألعاب فيديو يتم إنشاؤها من قبل أفراد أو فرق صغيرة من دون وجود دعم مالي من ناشر ألعاب فيديو . الألعاب المستقلة غالبا ما تركز على الابتكار والاعتماد على التوزيع الرقمي. شهد هذا النوع من الألعاب نهوضا في السنوات القليلة الماضية، ويرجع ذلك أساسا إلى الطرق الجديدة للتوزيع عبر الإنترنت وأدوات التطوير.

بعض الألعاب المستقلة نجحت بشكل كبير من الناحية المالية، مثل ماين كرافت و ورلد أوف جوو .